# (11258) Aoyama
(11258) Aoyama (1978 VP1) – planetoida z pasa głównego asteroid okrążająca Słońce w ciągu 5,49 lat w średniej odległości 3,11 j.a. Odkryta 1 listopada 1978.